# Magister meus no vol que me miras, novell
Magister meus no vol que me miras, novell (el meu mestre no vol que em miris, novell), és una nota al marge que Jaume de Vilanueva va poder observar en un llibre de la biblioteca del monestir de Ripoll cap a 1806/07 i que va publicar al tom VIII del seu "Viaje literario a las iglesias de España".
El llatí quotidià, d'ençà de la crisi del segle iii, s'havia començat a dialectalitzar en variants regionals que en el regnat de Carlemany, començaven a esdevenir mútuament inintel·ligibles, i les dimensions de l'Imperi requerien una burocràcia estatal alfabetitzada que permetés administrar i sostenir-lo pacíficament. Alcuí va ser un dels principals promotors de la reforma educativa de Carlemany, i a partir de l'any 787, es van promulgar tot un seguit de decrets que recomanaven, a tot l'imperi la restauració de les antigues escoles i la fundació d'altres de noves. Les escoles episcopals varen esdevenir els grans centres educatius de l'època.
El text és l'única referència de què disposem i explicita que està escrit amb lletra del segle x o de principis del següent. Dissortadament, el llibre actualment es dona per desaparegut i no és possible de precisar la data. Amb tot, el 2023, un estudi de Jesús Alturo i Tània Alaix i Gimbert considera que aquest escrit correspon més al segle xi que al segle x. D'altra banda, opinen que el text no fa referència, en clau humorística, a la prohibició de llegir el llibre, o una part d'ell, als deixebles no autoritzats, sinó que aquesta expressió té un doble sentit, no adreçada a un suposat lector a qui el llibre convida a no ser llegit, sinó a un missatge entre estudiants de caràcter més personal i íntim.